# Lumbrein
Lumbrein era una comuna suiza del cantón de los Grisones, situada en el distrito de Surselva, círculo de Lumnezia/Lugnez. Limitaba al norte con la comuna de Obersaxen, al noreste y este con Vignogn, al sureste con Sankt Martin y Vals, al suroeste con Vrin, y al oeste con Sumvitg. El 1 de enero de 2013 se fusionó con las antiguas comunas de Cumbel, Degen, Morissen, Suraua, Vignogn, Vella y Vrin para constituir la nueva comuna de Lumnezia.

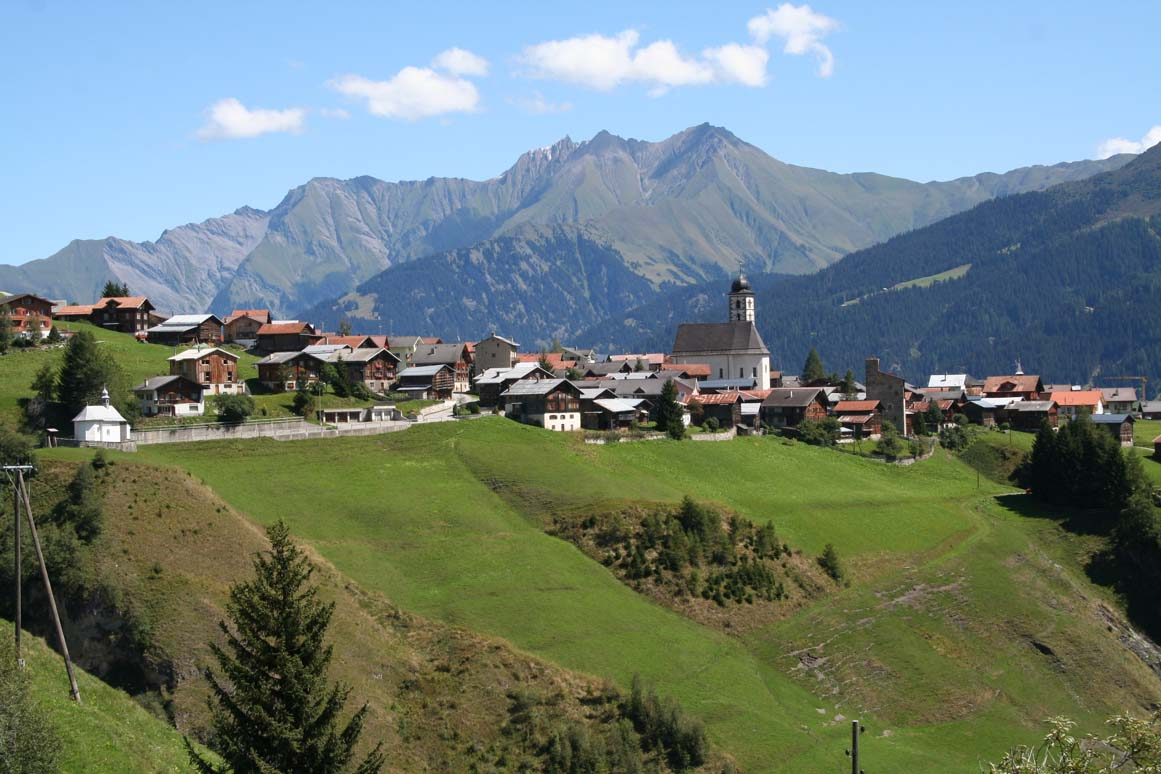
Vista de Lumbrein.